# Karmen Bruus
Karmen Bruus (24 de enero de 2005) es una deportista de Estonia que compite en atletismo. Ganó una medalla de oro en el Campeonato Mundial de Atletismo Sub-20 de 2022, en la prueba de salto de altura.